# Міста Панами
Міста Панами з населенням понад 50 тисяч осіб.
З даними 2010 року, у Панамі налічується понад 40 міст із населенням понад 2 тисячі. 1 місто має населення понад 400 тисяч, 5 - від 100 до 400 тисяч, 4 - від 50 до 100 тисяч, 8 - 25-50 тисяч, решта - менше 25 тисяч.
| Назва                | Провінція      | Населення у 2010 |  |
| -------------------- | -------------- | ---------------- |  |
| Панама               | Панама         | 430 299          |  |
| Сан-Мігеліто         | Панама         | 315 019          |  |
| Лас-Кумбрес          | Панама         | 127 440          |  |
| Ла-Чоррера           | Західна Панама | 118 521          |  |
| Токумен              | Панама         | 113 174          |  |
| Пакора               | Панама         | 103 960          |  |
| Аррайхан             | Західна Панама | 96 676           |  |
| Давид                | Чирикі         | 81 957           |  |
| Віста-Алегре         | Панама         | 55 114           |  |
| Сантьяго-де-Вераґуас | Вераґуас       | 51 236           |  |